# Yash Raj Films
Yash Raj Films (YRF) è una compagnia di produzione e distribuzione cinematografica, musicale e televisiva indiana fondata e di proprietà dell'imprenditore Yash Chopra. L'azienda fondata nel 1970, ha sede a Mumbai.
Nel 2004 Hollywood Reporter ha posizionato la Yash Raj Films alla posizione numero ventisette nella classifica delle più grandi case di distribuzione cinematografica del mondo. Al 2006 è la più grande casa di produzione cinematografica in India.